# District de Thal
Le district de Thal est un ancien district suisse, situé dans le canton de Soleure. Il forme depuis 2005, avec le district de Gäu, la circonscription électorale de Thal-Gäu.

## Communes
| Nom                      | N° OFS | Population (décembre 2022) |
| ------------------------ | ------ | -------------------------- |
| Aedermannsdorf           | 2421   | +000578,                   |
| Balsthal                 | 2422   | +006 375,                  |
| Herbetswil               | 2424   | +000587,                   |
| Holderbank               | 2425   | +000732,                   |
| Laupersdorf              | 2426   | +001 865,                  |
| Matzendorf               | 2427   | +001 349,                  |
| Mümliswil-Ramiswil       | 2428   | +002 381,                  |
| Welschenrohr-Gänsbrunnen | 2430   | +001 162,                  |
| Total                    | Total  | +015 029,                  |